# Quinta da Alcaidaria-Mor
A Quinta da Alcaidaria-Mor, ou simplesmente Quinta da Alcaidaria, é uma quinta com casa senhorial localizada no lugar da Alcaidaria, na freguesia de Nossa Senhora da Piedade, no Município de Ourém.
As suas origens remontam ao início do século XVII, pertencendo à família dos Barões de Alvaiázere desde então. Na sua história encontram-se referências a Nuno Álvares Pereira, que mandou edificar a sua igreja, às Invasões Francesas e à Ordem de Malta. Foi nesta quinta que faleceu a viúva do 1º Barão de Alvaiázere, Maria Ludovina Máxima de Sousa Almeida e Vasconcelos, a 22 de Outubro de 1846.